# Tikar (Tignère)
Pour les articles homonymes, voir Tikar.
Tikar est un village du Cameroun situé dans la région de l'Adamaoua et le département du Faro-et-Déo. Il fait partie de la commune de Tignère.

## Population
Lors du recensement de 2005, le village comptait 1 129 personnes, 554 de sexe masculin et 575 de sexe féminin.